# Zamek w Pęzinie
Zamek w Pęzinie – jedna z najlepiej zachowanych budowli mieszkalno-obronnych na Pomorzu. Położony jest w centrum wsi Pęzino, leżącej ok. 14 km na wschód od Stargardu. Zamek leży nad Krępielą (potocznie: Krąpielą) i jej dopływem Pęzinką. Obecnie zamek znajduje się w prywatnych rękach, jego właściciel specjalizuje się w obsłudze grup zorganizowanych w zakresie spotkań okolicznościowych, konferencji, wesel itp.
 Zespół zamkowy wpisany jest do rejestru zabytków pod nr rej.: kl.V-O/1/55 z 22.04.1955.

## Historia

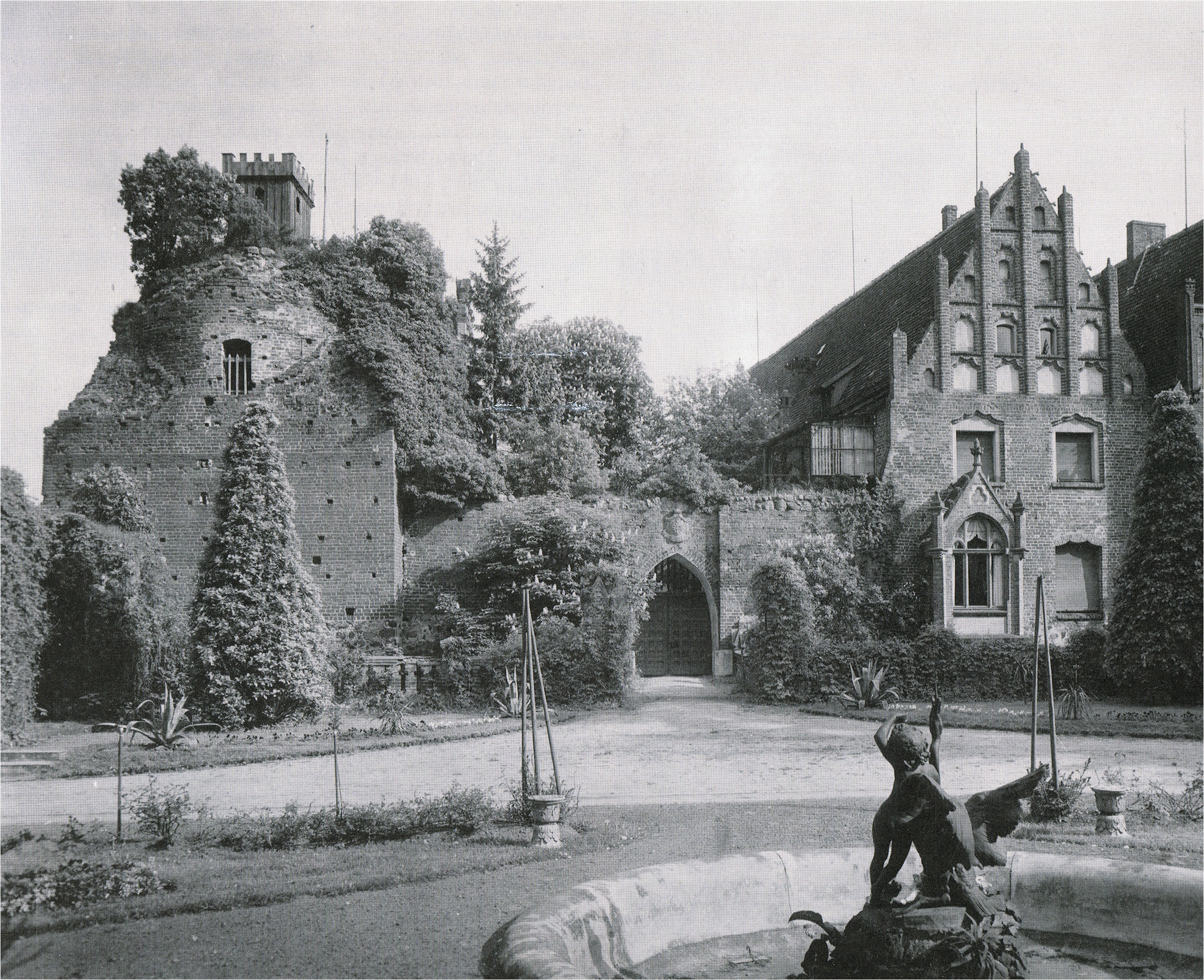
Widok zamku od strony południowej (ok. 1920). Różnice ze stanem obecnym: niższa wieża, brak skrzydła bramnego, odrębne dachy na skrzydłem gotyckim i neogotyckim, podwyższony poziom terenu, fontanna

Zamek (w jego pierwotnej formie) wznieśli na przełomie XIV i XV w. joannici, którzy od 1382 byli właścicielami Pęzina (nabyli go od rodu Borków) za zgodą Warcisława V. Za zgodę na wybudowanie zamku joannici zobowiązali się do obrony księstwa.
Zamek posiadał duże walory obronne zwiększone poprzez usytuowanie go w widłach dwóch cieków: Krępieli i Pęzinki. Budowla, powstała na sztucznym wzniesieniu, wzorowana była na zamkach w Łagowie i Swobnicy i składała się z czteroodcinkowego muru obwodowego tworzącego nieregularny czworobok oraz z budynku mieszkalnego przylegającego do wschodniego odcinka muru obronnego. W południowo-zachodnim narożu założenia wybudowano potężną wieżę ostatecznej obrony – tzw. stołp. Skrzydło mieszkalne posiadało okna tylko od strony zachodniej (wewnętrznej).
W 1492 zamek trafił do rodu Borków jako dziedziczne lenno zakonu w prywatnym posiadaniu. Początkowo Borkowie przeprowadzili tylko skromne prace budowlane wybijając m.in. otwory okienne we wschodnim odcinku muru obwodowego, oraz upiększając skrzydło mieszkalne ozdobnymi szczytami. W tym czasie wzniesiono obok zamku niewielki kościół. Ok 1600 przystąpiono do zakrojonych na szeroką skalę prac budowlanych wznosząc m.in. jednotraktowe, trójkondygnacyjne skrzydło mieszkalne i przekształcając cały zamek w renesansową rezydencję w całości przekrytą wysokimi dachami o bogato rozczłonkowanych szczytach, ze szczątkowo zachowanymi formami obronnymi. Budynki zostały otynkowane i pokryte boniowaniem.
Od 1680 zamek był zarządzany przez rodzinę Puttkamerów, którzy w 1703 stali się jego właścicielami. W połowie XIX w. dobudowali oni do wschodniej pierzei skrzydła gotyckiego nowe skrzydło zwane neogotyckim. W latach sześćdziesiątych XIX w. Puttkamerowie uporządkowali otoczenie zamku wyburzając znajdujące się tam budynki gospodarcze. Na ich miejscu powstały tereny zielone oraz romantyczne budowle w postaci pawilonu ogrodowego oraz ruin kaplicy.
W 1935 w skrzydle wschodnim wybuchł pożar wywołany uderzeniem pioruna, który poważnie je uszkodził. W trakcie przeprowadzonego w latach 1936–40 remontu wykonano jedną, wspólną dla skrzydła gotyckiego i neogotyckiego więźbę dachową i wyrównano ich obrys. Wybudowano także pomieszczenia przy południowym odcinku murów obwodowych tworząc nowe, wąskie skrzydło zwane bramnym (z przejazdem prowadzącym na wewnętrzny dziedziniec).
Po II wojnie światowej zamek znalazł się we władaniu PGR-u w Pęzinie. Jego stan stopniowo się pogarszał. W 1977 przystąpiono do generalnego remontu zamku przeznaczając go na siedzibę Kombinatu Państwowych Gospodarstw Rolnych. Starano się przywrócić wygląd budynku z 1939. Planowano, że w zamku znajdą się także instytucje kulturalne: biblioteka, świetlica, izba regionalna (muzeum). Remont, przeprowadzony przez szczeciński oddział Pracowni Konserwacji Zabytków ukończono w 1990. W wyniku zmian ustrojowych, które w trakcie nastąpiły, zamek przeszedł we władanie Agencji Własności Rolnej Skarbu Państwa, która w 1996 sprzedała zamek prywatnemu nabywcy – firmie „Rolmłyn”.

## Opis zamku

### Skrzydło zachodnie (renesansowe)
Skrzydło przylega od swej strony południowej do wieży (stołpu) i ma zbliżoną do niego szerokość (ok. 10 m). Jest to budynek trójkondygnacyjny, podpiwniczony, jednotraktowy. Poszczególne kondygnacje składają się z klatki schodowej (pierwotnie drewnianej, po ostatnim remoncie – murowanej) oraz jednej dużej sali. Sala ta na parterze posiada sklepienie kolebkowe z lunetami. Do II wojny światowej mieściła się w niej wystawa urn i innych znalezisk archeologicznych, które jeden z właścicieli Pęzina (Franz Ludwig Georg von Puttkamer) odkrył w okolicy w 1770. Obecnie sala wykorzystywana jest do celów gastronomicznych. Sala na I. piętrze przekryta jest obecnie żelbetowym stropem, wyłożonym drewnem naśladującym wygląd stropu przed II wojną światową. Sala poświęcona jest historii pęzińskiego zamku; znajdują się tu liczne plansze opisujące jego dzieje oraz eksponaty historyczne. W sali zachował się renesansowy kominek oraz dansker w formie wykusza.
W sali na II piętrze prezentowana jest wystawa strojów historycznych związanych z kulturą dworską. Wystawa powstała dzięki wsparciu finansowemu Unii Europejskiej. Na poddaszu znajduje się kilka pomieszczeń wydzielonych ściankami wykonanymi w technice szachulcowej. 

### Skrzydło wschodnie (gotyckie i neogotyckie)
Obecne skrzydło wschodnie składa się z przylegających do siebie dłuższymi bokami dwóch skrzydeł: gotyckiego (od zachodu) i neogotyckiego (od wschodu). Tego typu rozwiązanie architektoniczne spotykane jest stosunkowo rzadko.
Skrzydło gotyckie było pierwotnie jednotraktowe i posiadało wejście pośrodku elewacji od strony dziedzińca (obecnie wejście znajduje się w skrzydle bramnym). Obecną elewację od strony dziedzińca wykonano podczas prac remontowo-modernizacyjnych w 1902, opierając się na źródłach ikonograficznych i wyglądzie zachowanego szczytu północnego. Podczas remontu w latach 1935–40 wydłużono nieco skrzydło od strony południowej i wybudowano nową ścianę szczytową. Natomiast ściana szczytowa od strony północnej zachowała elementy późnogotyckie (m.in. okno zwieńczone łukiem kotarowym).
Skrzydło neogotyckie, o tej samej wysokości co skrzydło gotyckie, powstało w 1853 i zaprojektowane zostało przez architekta z Berlina Jana Henryka Starcka. Pierwotnie skrzydło to przykryte było odrębnym dachem. Ujednolicenie przykrycia wraz z jego podwyższeniem nastąpiło podczas remontu w latach trzydziestych XX w. 

### Skrzydło bramne
Skrzydło południowe lub bramne powstało w latach 1936–40 z wykorzystaniem istniejącego tu muru kurtynowego (obronnego) i znajdującej się w nim centralnie bramy przejazdowej. Prace polegały na dostawieniu od strony dziedzińca ściany arkadowej, na której nadbudowano pomieszczenia pierwszego piętra z pięcioma dość dużymi oknami od strony zewnętrznej. Całość przykryto dachem dwuspadowym. Obecnie na poziomie parteru skrzydła bramnego znajdują się przejścia do skrzydła wschodniego oraz do pomieszczenia lochu wieży. Nad bramą (od strony zewnętrznej) znajduje się wykonany z kamienia, herb rodziny Puttkamerów datowany na początek XVIII w.

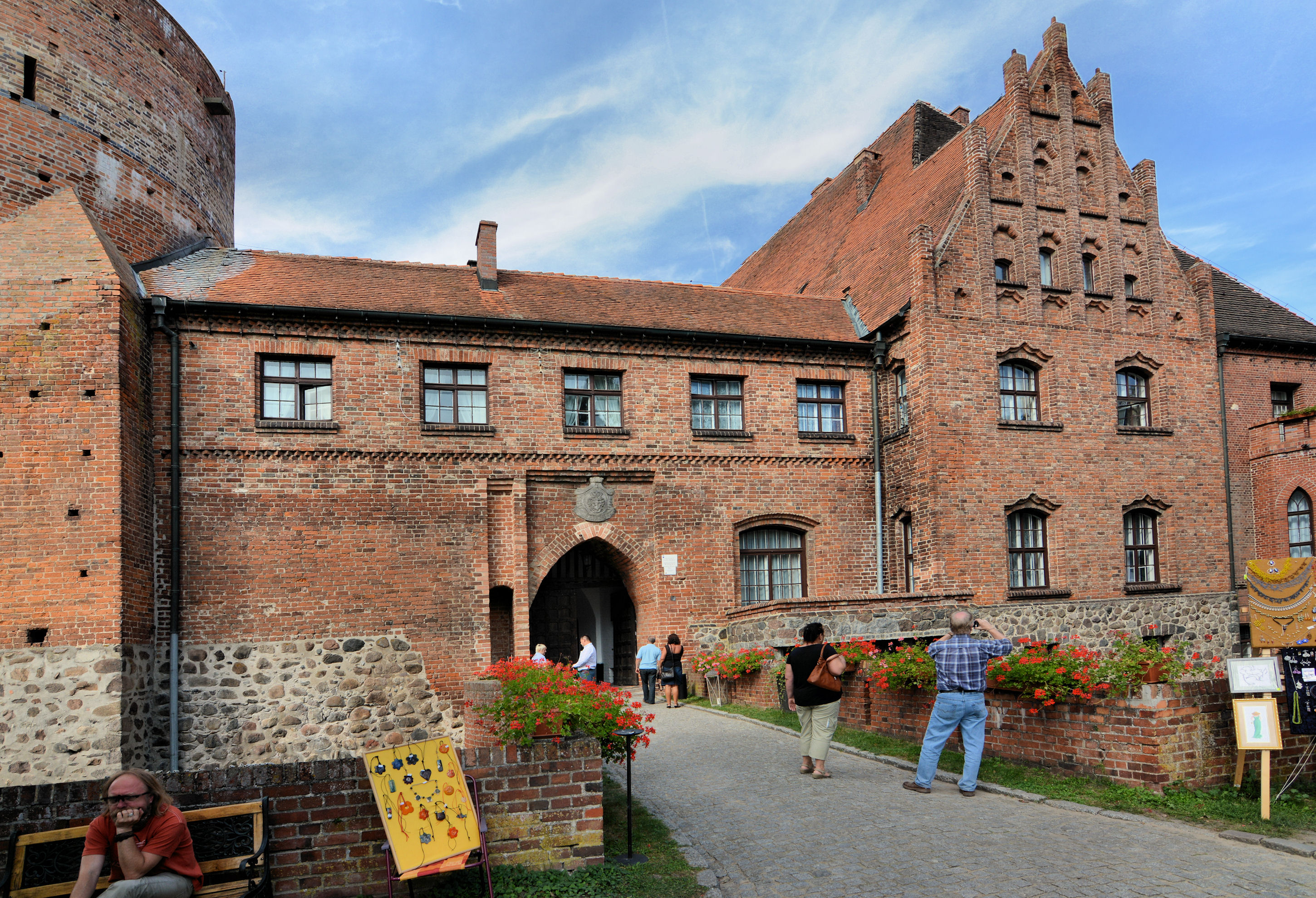
Brama z herbem  od strony południowej
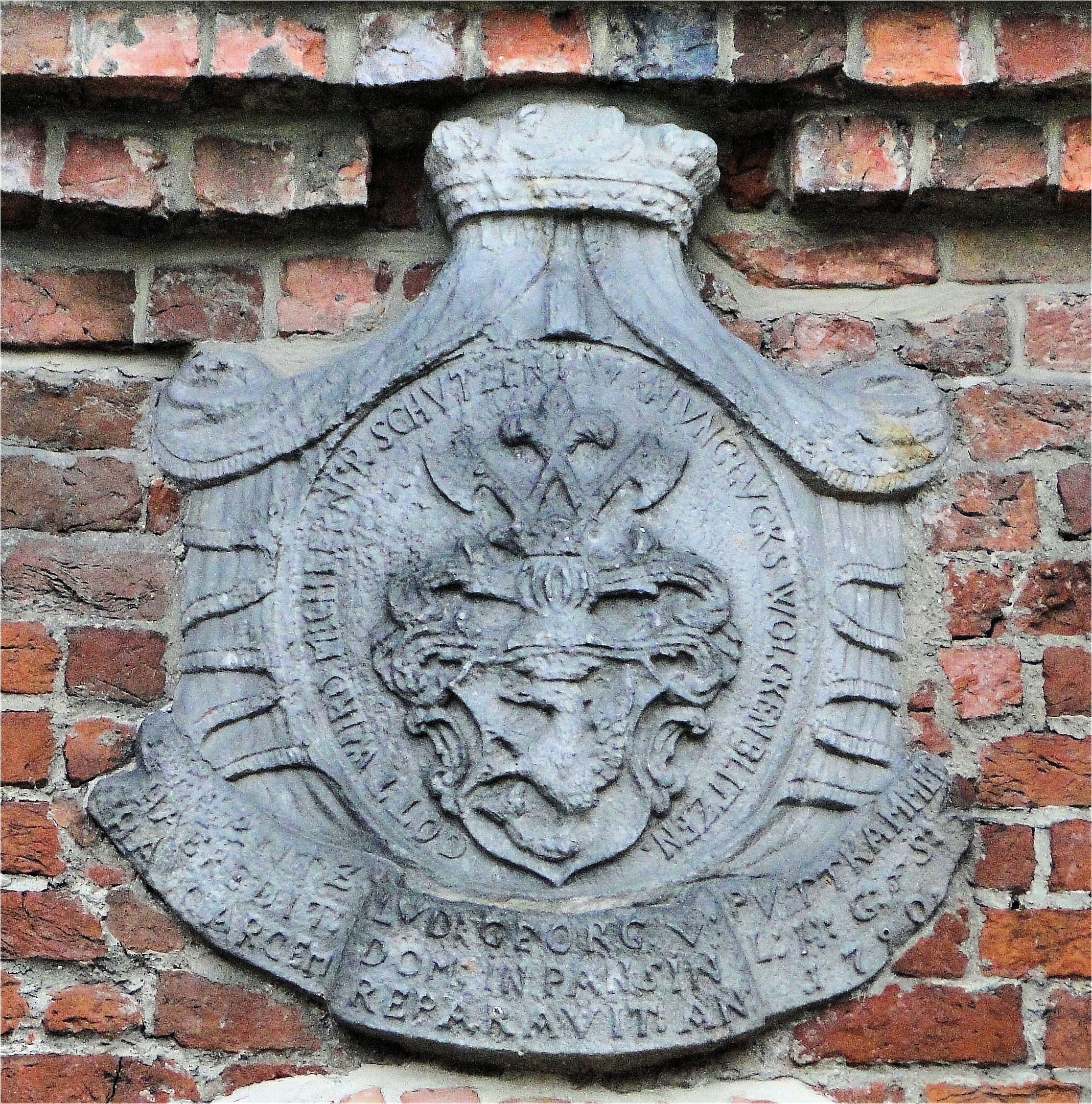
Herb Puttkamerów
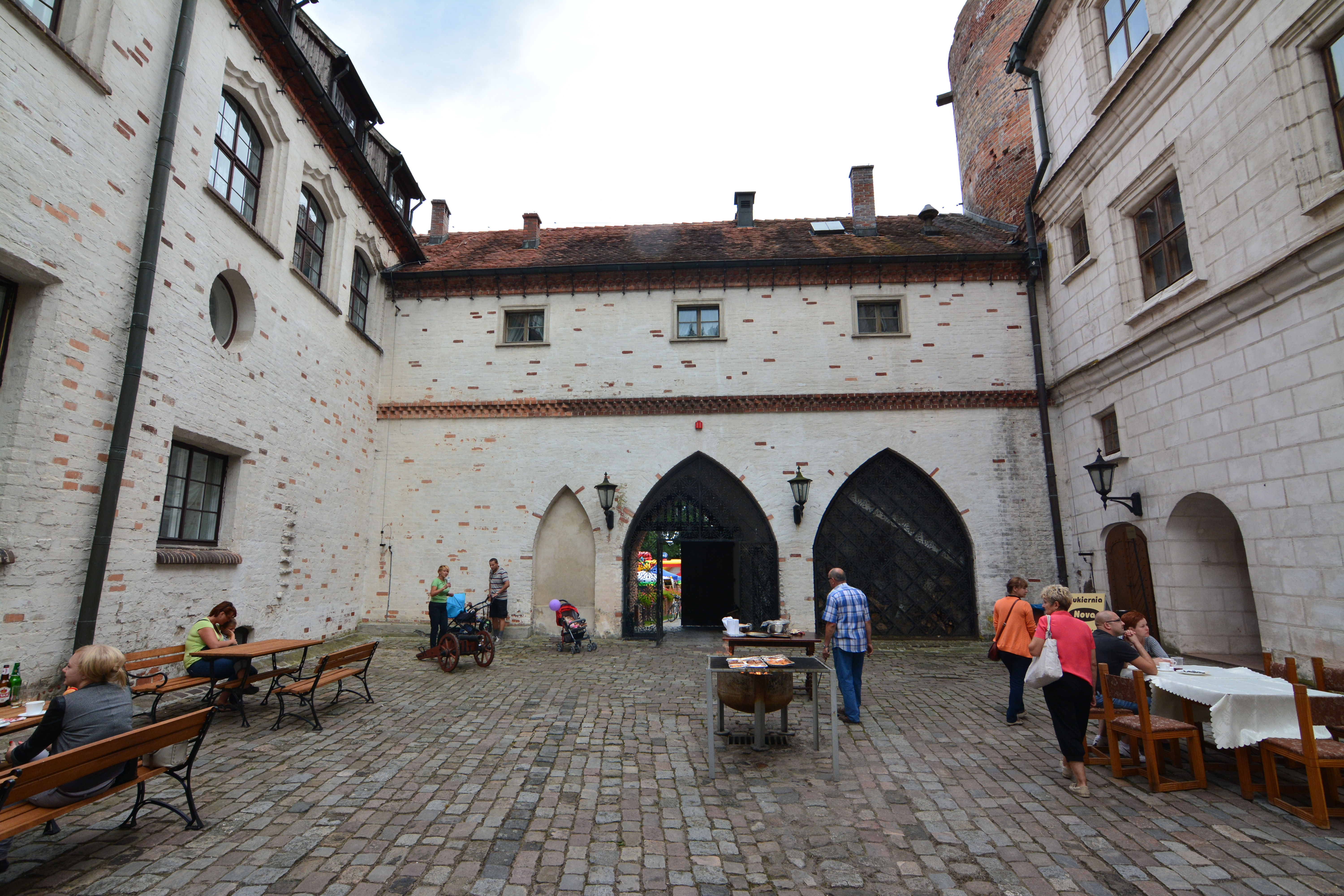
Widok od strony dziedzińca

### Kurtyna północna

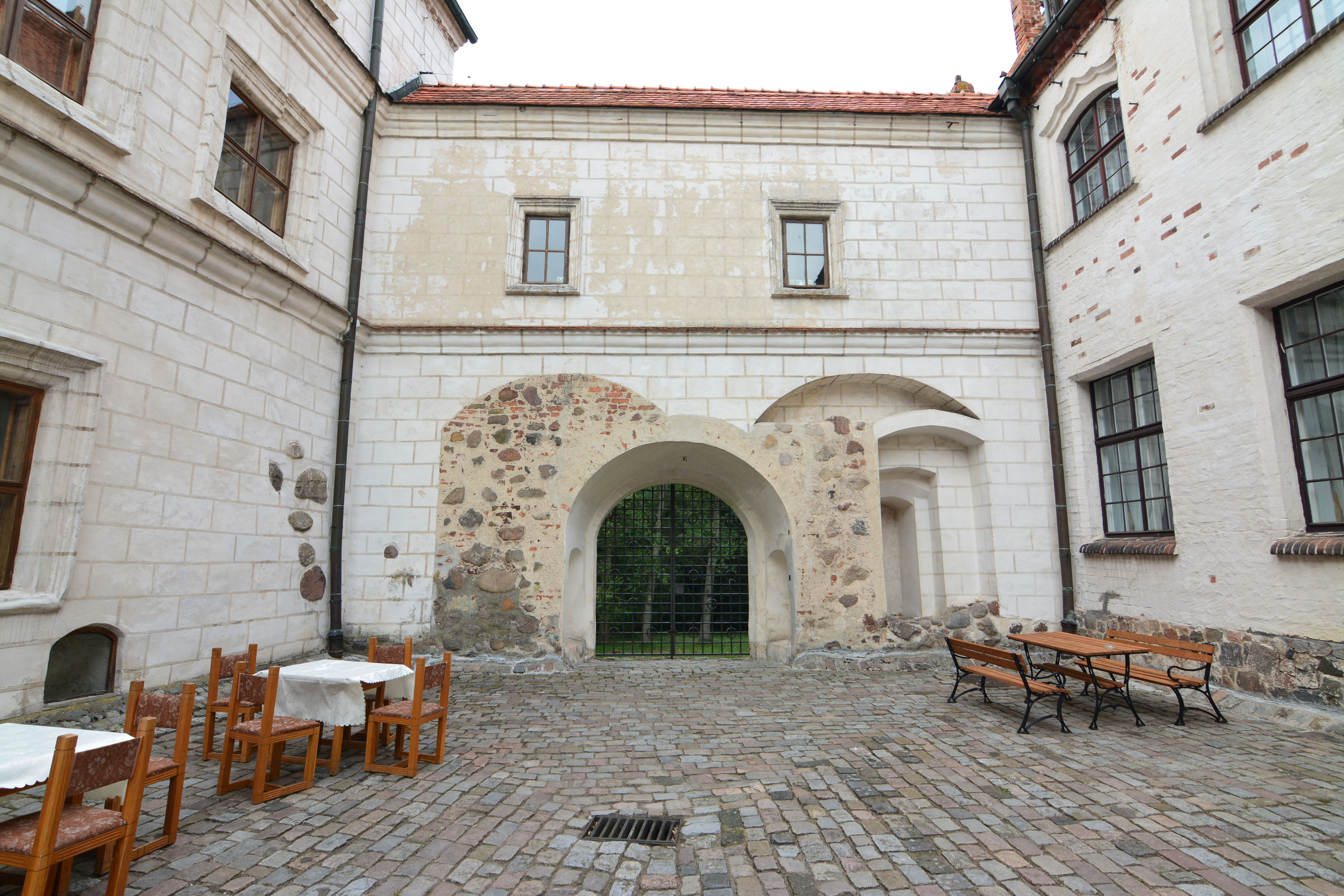
Kurtyna północna (widok z dziedzińca)

Od strony północnej dziedziniec zamkowy ograniczony jest murem kurtynowym, w którym w drugiej połowie XVIII w. wybito bramę umożliwiającą zejście do parku. Ze względu na różnicę wysokości, z zewnątrz do bramy dostawiona była drewniana rampa umożliwiająca bezpieczne zejście. Obecnie rampa nie istnieje, a brama zamknięta jest na stałe kratą. Nad bramą na wysokości I piętra znajduje się wąski korytarz komunikacyjny łączący skrzydło zachodnie ze wschodnim.

### Wieża ostatecznej obrony (stołp)
Wieża znajduje się w południowo-zachodnim narożu zamku. Niższa partia wieży zbudowana została na planie kwadratu z głazów narzutowych. Wyższe partie zbudowane zostały z cegły i mają narys koła. Pierwotna wysokość wieży nie jest znana. Szacuje się, że mogła ona wynosić ok. 25 m. Wewnątrz wieży znajduje się loch o wys. 14,5 m. Jest to niewielkie pomieszczenie na planie kwadratu (długość boku wynosi zaledwie 2 m). Można się do niego dostać tylko od góry za pomocą liny lub długiej drabiny.